# 음경혈량측정
음경혈량측정(陰莖血量測定, Penile plethysmography)은 음경을 흐르는 혈량을 측정하는 방법이다. 남성의 성적 각성을 측정할 수 있다.

## 같이 보기
- 체적변동기록기
- 음핵광혈량측정
- 질광혈량측정